# Arsène Goedertier

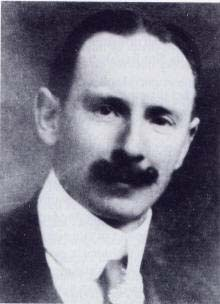
Arsène Goedertier als jonge man.

Arsène Théodore Victor Léopold Goedertier (Lede, 23 december 1876 – Dendermonde, 25 november 1934) was een Vlaamse wisselagent en voormalig koster. Tevens wordt hij ervan verdacht een rol te hebben gespeeld bij zo mogelijk de belangrijkste kunstroof in België.
Goedertier werd als zesde kind geboren in het gezin van vader Emile Goedertier (1831-1911) en moeder Maria Wandels (1844-1896) dat 12 kinderen kreeg (zeven jongens en vijf meisjes). Van deze kinderen stierven er vier op zeer jonge leeftijd. Vader Goedertier was hoofdonderwijzer bij de gemeenteschool voor jongens in Lede. Wegens zijn toewijding om de leerlingen 'te onderrichten in godsdienst en Christelijke opvoeding' werd vader Goedertier uiteindelijk aangesteld als kantonaal inspecteur in het onderwijs te Aalst. Tijdens de schoolstrijd in 1879-1884 nam vader Goedertier ontslag waarna het bisdom Gent hem het kosterschap aanbood. Ook Arsène werd in eerste aanleg koster (van de Sint-Gertrudiskerk te Wetteren ) en trad daarmee in een familietraditie want veel andere familieleden van Arsène Goedertier waren eveneens koster, waaronder zijn grootvader (van vaders kant), zwager (Pieter Coupé), neef Hilaire, en oom (Adolf Goedertier). Op latere leeftijd veranderde Arsène van beroep en werd wisselagent.

## Lam Gods
Arsène Goedertier wordt ervan verdacht betrokken te zijn bij de diefstal van de Rechtvaardige Rechters, een van de panelen van het wereldberoemde altaarstuk Het Lam Gods. Goedertier kreeg op 25 november 1934 een hartaanval en volgens zijn toenmalige advocaat Georges De Vos, die als enige bij Goedertier aanwezig was in diens laatste minuten, verklaarde de stervende Arsène dat hij de enige was die de bergplaats kende, maar was niet meer bij machte om die bergplaats bekend te maken. Wel verwees hij volgens de advocaat nog naar documenten die verborgen waren in zijn huis. Er werden kort daarop inderdaad belastende documenten gevonden. Hoewel Goedertier in eerste instantie als de dief werd aangemerkt, ontstond er na enige tijd twijfel. Een reconstructie in 2006 door o.a. journalist Karl Hammer toonde definitief dat Goedertier, die klein was gebouwd, van middelbare leeftijd en nachtblind was, fysiek onmogelijk de diefstal van het kunstwerk uit een hoog altaarstuk in een donkere kathedraal kon hebben gepleegd. Dit sloot echter niet uit dat hij het brein erachter was geweest of op een andere manier erbij betrokken was. Anderen sluiten niet uit dat de belastende documenten mogelijk na de dood van Goedertier heimelijk in diens kantoor zijn verborgen zodat hij als zondebok kon worden aangewezen.
Sinds 1934 zijn er talloze zoektochten gehouden naar het paneel, doch al deze pogingen bleken vruchteloos en tot op de dag van vandaag is het nog altijd spoorloos.

## Trivia
- Arsène was de inspiratie voor de naam van Arsène Weba, de mascotte van de gelijknamige winkelketen.[bron?]